# 羊安镇
羊安镇，是中华人民共和国四川省成都市邛崃市一個已撤銷的乡镇级行政单位。2019年12月，羊安镇與牟礼镇、回龙镇、高埂镇和冉义镇合併為羊安街道。

## 行政区划
羊安镇撤銷前下辖以下地区：
羊安社区、永安社区、仁和社区、汤营社区、檀荫村、界牌村、方林村、来龙村、泉水村、高河村、樊哙村、新建村和中心村。